# بلدة ليكفيلد (مقاطعة ساجينو)
ليكفيلد، مقاطعة ساجينو (بالإنجليزية: Lakefield Township, Saginaw County, Michigan)‏ هي بلدة تقع بولاية ميشيغان في الولايات المتحدة. تبلغ مساحتها 62.4 (كم²)، وترتفع عن سطح البحر 204 م، بلغ عدد سكانها 1030 نسمة في عام تعداد الولايات المتحدة 2000 حسب إحصاء مكتب تعداد الولايات المتحدة وتصل الكثافة السكانية فيها 16.5 نسمة/كم2.

## وصلات خارجية
- The US50 - Cities and Towns in Michigan State
- Michigan Cities and Towns, Facts, Map, Flag, Colleges, Government, and More